# Port Graham
Port Graham és una concentració de població designada pel cens dels Estats Units a l'estat d'Alaska. Segons el cens del 2000 tenia 171 habitants.

## Demografia
Segons el cens del 2000, Port Graham tenia 171 habitants, 70 habitatges, i 46 famílies La densitat de població era d'11,1 habitants/km².
Dels 70 habitatges en un 35,7% hi vivien nens de menys de 18 anys, en un 38,6% hi vivien parelles casades, en un 17,1% dones solteres, i en un 32,9% no eren unitats familiars. En el 28,6% dels habitatges hi vivien persones soles el 2,9% de les quals corresponia a persones de 65 anys o més que vivien soles. El nombre mitjà de persones vivint en cada habitatge era de 2,44 i el nombre mitjà de persones que vivien en cada família era de 2,98.
Per edats la població es repartia de la següent manera: un 30,4% tenia menys de 18 anys, un 4,1% entre 18 i 24, un 29,8% entre 25 i 44, un 25,1% de 45 a 60 i un 10,5% 65 anys o més.
L'edat mediana era de 38 anys. Per cada 100 dones de 18 o més anys hi havia 108,8 homes.
La renda mediana per habitatge era de 40.250 $ i la renda mediana per família de 43.438 $. Els homes tenien una renda mediana de 36.250 $ mentre que les dones 14.250 $. La renda per capita de la població era de 13.666 $. Aproximadament el 15,1% de les famílies i el 18,8% de la població estaven per davall del llindar de pobresa.

## Poblacions més properes
El següent diagrama mostra les poblacions més properes.